# Stange (Kommune)
Stangeⓘ ist eine Kommune im norwegischen Fylke Innlandet. Die Kommune hat 21.691 Einwohner (Stand: 1. Januar 2025). Verwaltungssitz ist der gleichnamige Ort Stange. Die Kommune liegt etwas nordöstlich von Oslo und im Süden der Stadt Hamar.

## Geografie

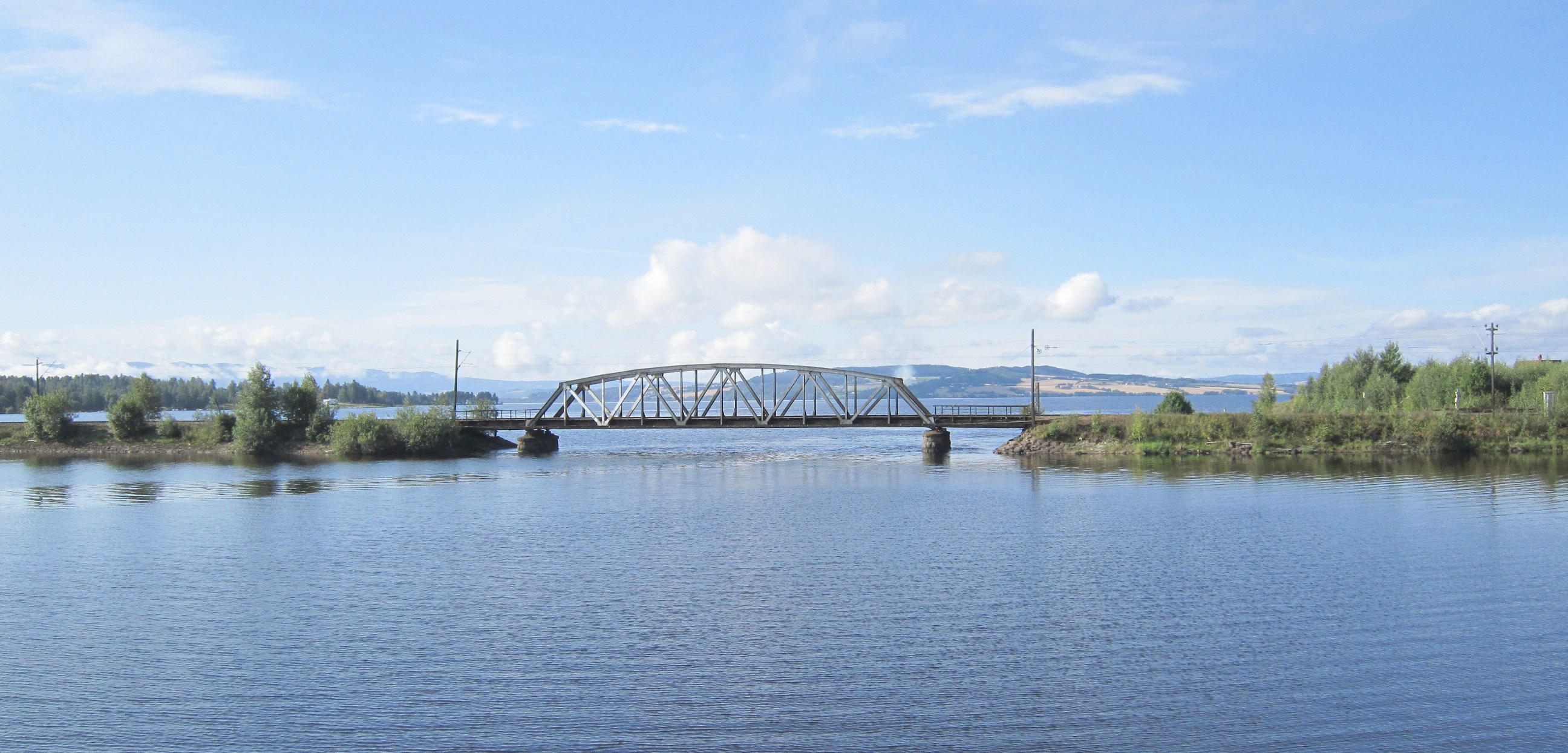
Brücke Stangebrua über die Mjøsa-Bucht Åkersvika

Die Kommune Stange liegt südlich der Stadt Hamar am Ostufer des Sees Mjøsa, dem größten See Norwegens. Die Gemeinde grenzt an Hamar und Løten im Norden, Våler im Osten, Åsnes im Südosten, Nord-Odal im Süden, Eidsvoll im Südwesten, Østre Toten im Westen sowie Ringsaker im Nordwesten. Zu Ringsaker und Østre Toten verlaufen die Grenzübergänge vollständig im Mjøsa, die zu Eidsvoll im Südwesten teilweise. Ein Teil der Grenzlinie zu Hamar im Norden liegt in der zum Mjøsa gehörenden Bucht Åkersvika. Über sie führen mehrere Brücken. Die Grenze zu Eidsvoll ist zugleich die zwischen den beiden Fylkern Innlandet und Akershus. Im östlichen Areal der Kommune Stange befinden sich einige Moorflächen.
Der Süden des Gemeindeareals liegt im Vergleich zum Norden höher. Die Erhebung Søndre Fjellsjøhøgda im Südosten stellt mit einer Höhe von 642,3 moh. den höchsten Punkt der Kommune Stange dar.  Ein größerer Bereich der Gemeinde entwässert nicht in den Mjøsa, sondern in die durch die östlichen Nachbargemeinden fließende Glomma. Die Wasserscheide liegt teilweise nur wenige Kilometer vom Mjøsa entfernt.

## Einwohner

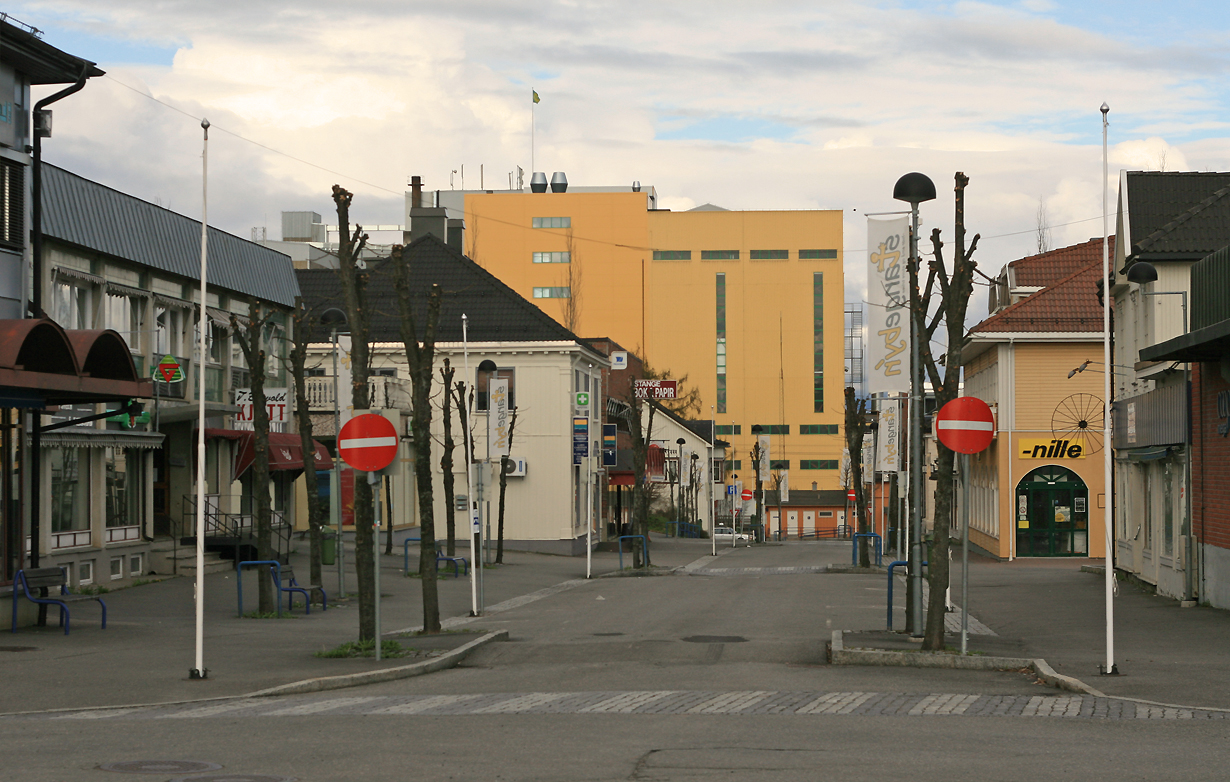
Zentrum von Stange

Die Einwohnerzahlen stiegen im 20. Jahrhundert fast durchgängig an. Von 2009 bis 2019 wuchs die Zahl um über zehn Prozent an. Mit der Zeit begann die Bevölkerung sich in den im Norden gelegenen Vororten der Stadt Hamar zu konzentrieren. In der Gemeinde liegen mehrere sogenannte Tettsteder, also mehrere Ansiedlungen, die für statistische Zwecke als eine städtische Siedlung gewertet werden. Diese sind Tangen mit 511, Stange mit 3508, Sørbygdafeltet mit 418, Gata mit 538, Romedal sentrum mit 727 und Bekkelaget mit 7086 Einwohnern (Stand: 1. Januar 2024). Des Weiteren liegen zwei Tettsteder teilweise im Gemeindeareal. Ilseng mit insgesamt 977 Einwohnern wird größtenteils zu Stange gerechnet, nur 36 Bewohner der Ortschaft gehören zur Nachbarkommune Hamar. Von der Stadt Hamar leben 332 der insgesamt 30.030 Einwohner in Stange.
Die Einwohner der Gemeinde werden Stangesokning genannt. Offizielle Schriftsprache ist wie in vielen Kommunen in Innlandet Bokmål, also die weiter verbreitete der beiden norwegischen Sprachformen.
| Jahr          | 1986   | 1990   | 1995   | 2000   | 2005   | 2010   | 2015   | 2020   | 2025   |
| ------------- | ------ | ------ | ------ | ------ | ------ | ------ | ------ | ------ | ------ |
| Einwohnerzahl | 17.645 | 17.611 | 17.636 | 17.928 | 18.427 | 19.104 | 20.013 | 21.064 | 21.691 |

## Geschichte

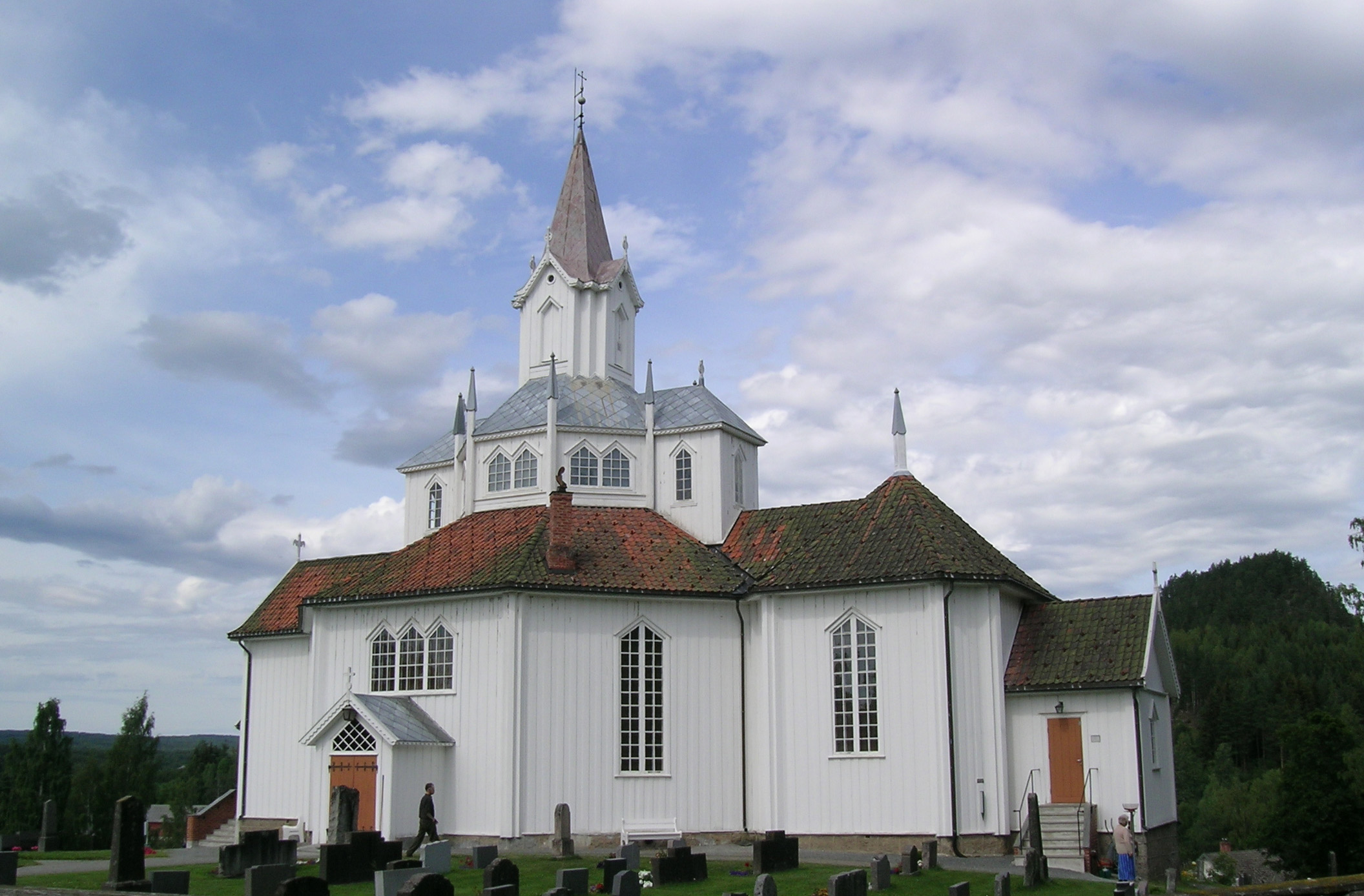
Tangen kirke

Am 1. Januar 1964 wurde die damalige Kommune Stange mit Romedal zusammengelegt. Stange hatte zuvor 9734 Einwohner, von Romedal kamen bei der Fusion 6441 neue Bewohner hinzu.
Bis zum 31. Dezember 2019 gehörte Stange der damaligen Provinz Hedmark an. Sie ging im Zuge der Regionalreform in Norwegen in die zum 1. Januar 2020 neu geschaffene Provinz Innlandet über.
In der Gemeinde befinden sich mehrere Kirchen. Die Stange kirke ist eine Kirche aus dem Jahr 1225. Die Tangen kirke aus dem Jahr 1861 hat einen achteckigen Grundriss. Entworfen wurde die Holzkirche vom Architekten Christian Heinrich Grosch. Weitere Kirchen sind die Ottestad kirke, die Romedal kirke und die Strandlykkja kirke. Des Weiteren gibt es in der Kommune mehrere Museen. Seit 1955 besteht das Norsk Utvandrermuseum (deutsch: Norwegisches Auswanderermuseum). Es behandelt die Geschichte der über einer Million Norweger, die zwischen 1825 und 2000 auswanderten.

## Wirtschaft und Infrastruktur

### Verkehr
Durch die Kommune führt in Nord-Süd-Richtung die Europastraße 6 (E6), die Stange an Oslo und dessen Umgebung im Süden anbindet und auch die Verbindung zu Hamar im Norden herstellt. Von der E6 zweigt der Riksvei 3 in den Nordosten ab und führt nach Elverum. Ebenfalls in Nord-Süd-Richtung durch Stange verlaufen die Schienen der Bahnlinie Dovrebanen, die insgesamt von Oslo bis in die an der Westküste Norwegens gelegene Stadt Trondheim führt. Der Bahnhof in Stange wurde 1880 eröffnet, als die Strecke zwischen Eidsvoll und Hamar fertiggestellt wurde. Die Entfernung zum Osloer Hauptbahnhof Oslo S beträgt etwa 114 Kilometer.

### Wirtschaft

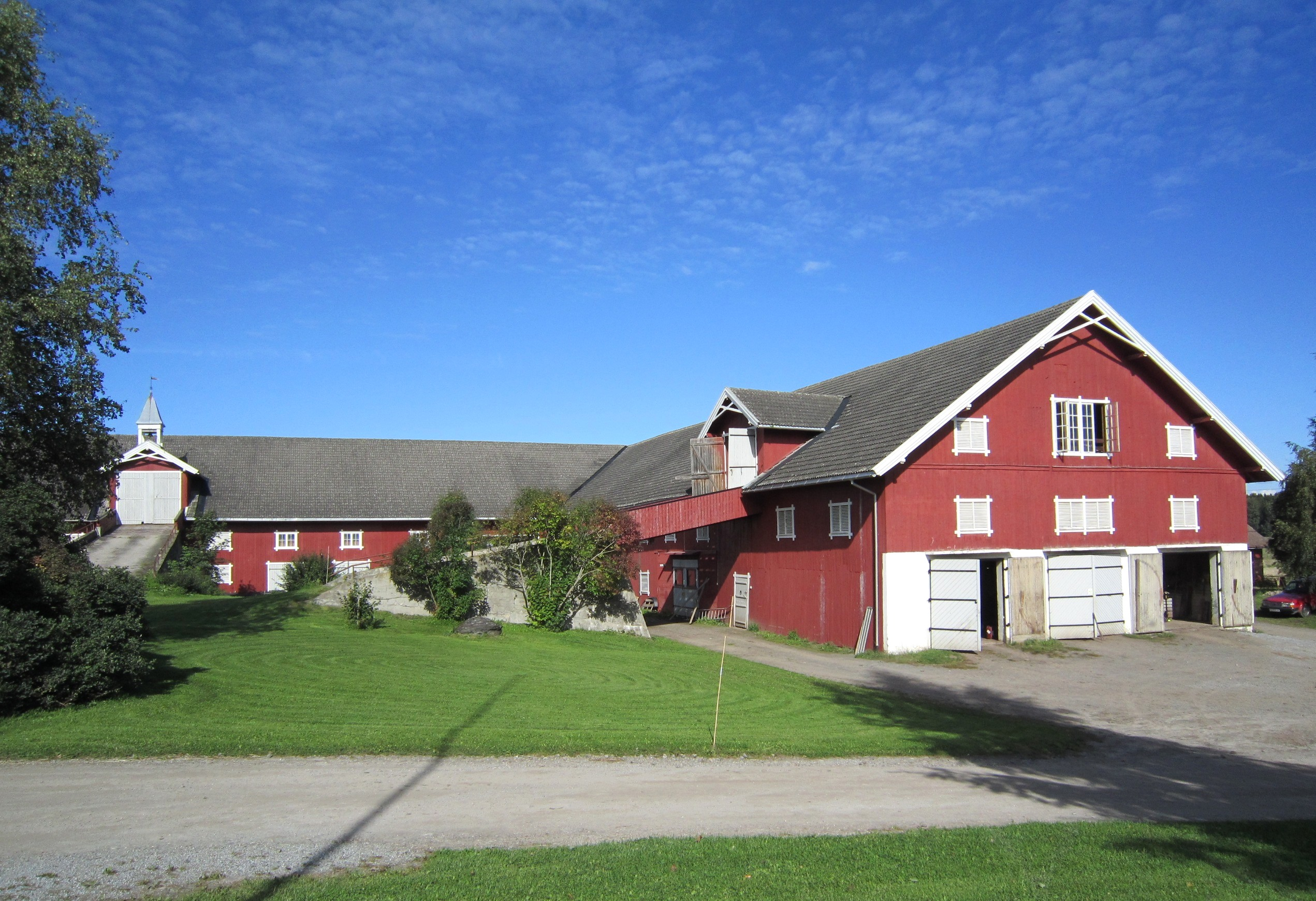
Hof Fokhol

Stange gehört zu den größten Landwirtschaftskommunen Norwegens und es liegen mehrere größere Höfe in der Gemeinde. Der Großteil der landwirtschaftlich genutzten Fläche wird für den Anbau von Getreide verwendet. Des Weiteren werden Kartoffeln und Gemüse angebaut. Neben dem Ackerbau ist auch die Tierhaltung verbreitet, wobei die Haltung von Rindern, Schweinen und Geflügel typisch ist. Von größerer Bedeutung ist außerdem die Forstwirtschaft. Viele Arbeitsplätze in Stange sind auch in der Industrie zu verorten. Dabei spielt die Lebensmittelindustrie eine größere Rolle. Im Jahr 2020 arbeiteten von über 10.000 Arbeitstätigen nur etwa 4100 in Stange selbst, 3400 waren in Hamar tätig. Die weiteren Arbeitsplätze verteilten sich auf Kommunen wie Ringsaker, Oslo oder Elverum.

## Name und Wappen
Das seit 1986 offizielle Wappen der Kommune zeigt einen Ard, eine Frühform eines Pflugs. Das Wappen soll die agrarische Aktivität der Gemeinde darstellen. Stange wurde bereits früh in verschiedenen Zusammenhängen als a Støngum Soga und a Stangum erwähnt. Die genaue Bedeutung des Namens ist unbekannt.

## Persönlichkeiten
- Johan Friedrich Schwabe (1749–1821), Jurist und grönländischer Inspektor
- Christian Horne (1838–1912), Lehrer und Politiker
- Otto Albert Blehr (1847–1927), Jurist und liberaler Politiker, Mitglied des Storting
- Holm Hansen Munthe (1848–1898), Architekt
- Hulda Garborg (1862–1934), Schriftstellerin und Theaterregisseurin
- Ole Holm (1870–1956), Sportschütze
- Trygve Brudevold (1920–2021), Bobsportler und Unternehmer
- Odvar Nordli (1927–2018), sozialdemokratischer Politiker, Mitglied des Storting und Ministerpräsident
- Irene Dalby (* 1971), Schwimmerin
- Kristian Tonning Riise (* 1988), Politiker